# Diaphorus snowii
Diaphorus snowii är en tvåvingeart som beskrevs av Van Duzee 1917. Diaphorus snowii ingår i släktet Diaphorus och familjen styltflugor. Inga underarter finns listade i Catalogue of Life.